# 白土镇 (韶关市)
白土镇，是中华人民共和国广东省韶关市曲江区下辖的一个乡镇级行政单位。

## 行政区划
白土镇下辖以下地区：
白土社区、河边村、孟洲坝村、上乡村、苏拱村、下乡村、由坪村、中乡村、大村、横村、界滩村和龙皇洞村。